# البایلاد
ال-بایلاد یک منطقهٔ مسکونی در یمن است که در استان حضرموت واقع شده‌است.